# Бланяк
Бланяк (на френски: Blagnac, на окситански: Blanhac) е град и община в департамента От Гарон в Югозападна Франция. Градът е домакин на музея на авиацията Aeroscopia.
Това е третото по големина предградие на град Тулуза, въпреки че се управлява от отделен градски съвет.

## География
Река Туш формира част от южната граница на общината, а Гарона формира източната ѝ граница.
38% процента от землището на Бланяк се състои от зелени площи, главно по поречието на река Гарона и паркове.

## Икономика
Airbus и ATR имат централни офиси в Бланяк. В Бланяк е седалището и на „Мекахром“, компания за прецизно инженерство.